# Turbonilla azteca
Turbonilla azteca is een slakkensoort uit de familie van de Pyramidellidae. De wetenschappelijke naam van de soort is voor het eerst geldig gepubliceerd in 1926 door Baker, Hanna & Strong.